# Seeheim (Namibia)

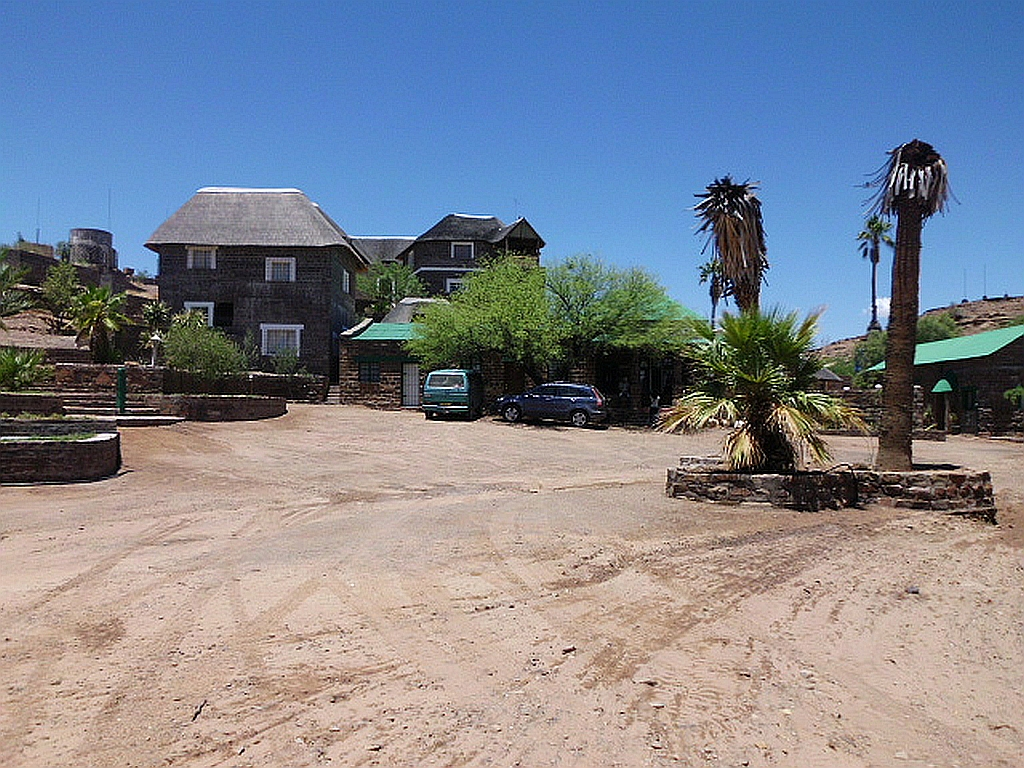
Das Seeheim-Hotel (2012)

Seeheim ist eine Ansiedlung am Fischfluss im Süden Namibias, 35 Kilometer südwestlich von Keetmanshoop an der Nationalstraße B4 nach Lüderitz.

## Geschichte
Seeheim wurde 1896 als Stützpunkt der Schutztruppe gegründet und die Berge am Schlangkopf waren Kriegsschauplatz im Namakrieg von 1906. Nordöstlich von Seeheim befindet sich das 1894 ebenfalls von der Schutztruppe erbaute Fort Naiams, heute nur noch eine Ruine, die aber als Kulturdenkmal eingestuft ist.
Während des Baus der Lüderitzbahn erreichte die Deutsche Kolonial-Eisenbahn-Bau- und Betriebsgesellschaft den Ort im Jahre 1907 und errichtete die Fischfluss-Brücke, die erste Eisenbahnbrücke über den Fischfluss. Ein Jahr später wurde Seeheim ein Eisenbahnknotenpunkt, als die Zweigstrecke nach Kalkfontein-Süd eröffnet wurde, die während des Ersten Weltkriegs von südafrikanischer Seite an das dortige Eisenbahnnetz angeschlossen wurde.
Seeheim bestand zur Zeit des Diamantenfiebers in Deutsch-Südwestafrika hauptsächlich aus zwei Hotels, da Reisende von Windhoek nach Lüderitz hier die Nacht verbringen mussten, um auf den Anschlusszug zu warten. Während der 1940er und 1950er Jahre wuchs der Ort zu einer ansehnlichen Gemeinde mit Kirchen und Schule, verwaiste aber danach allmählich. Als 1974 die Nationalstraße B4 einen neuen Streckenverlauf bekam und nicht mehr direkt durch Seeheim führte, schloss mit dem Seeheim Hotel das letzte Unternehmen des Ortes.

## Seeheim heute

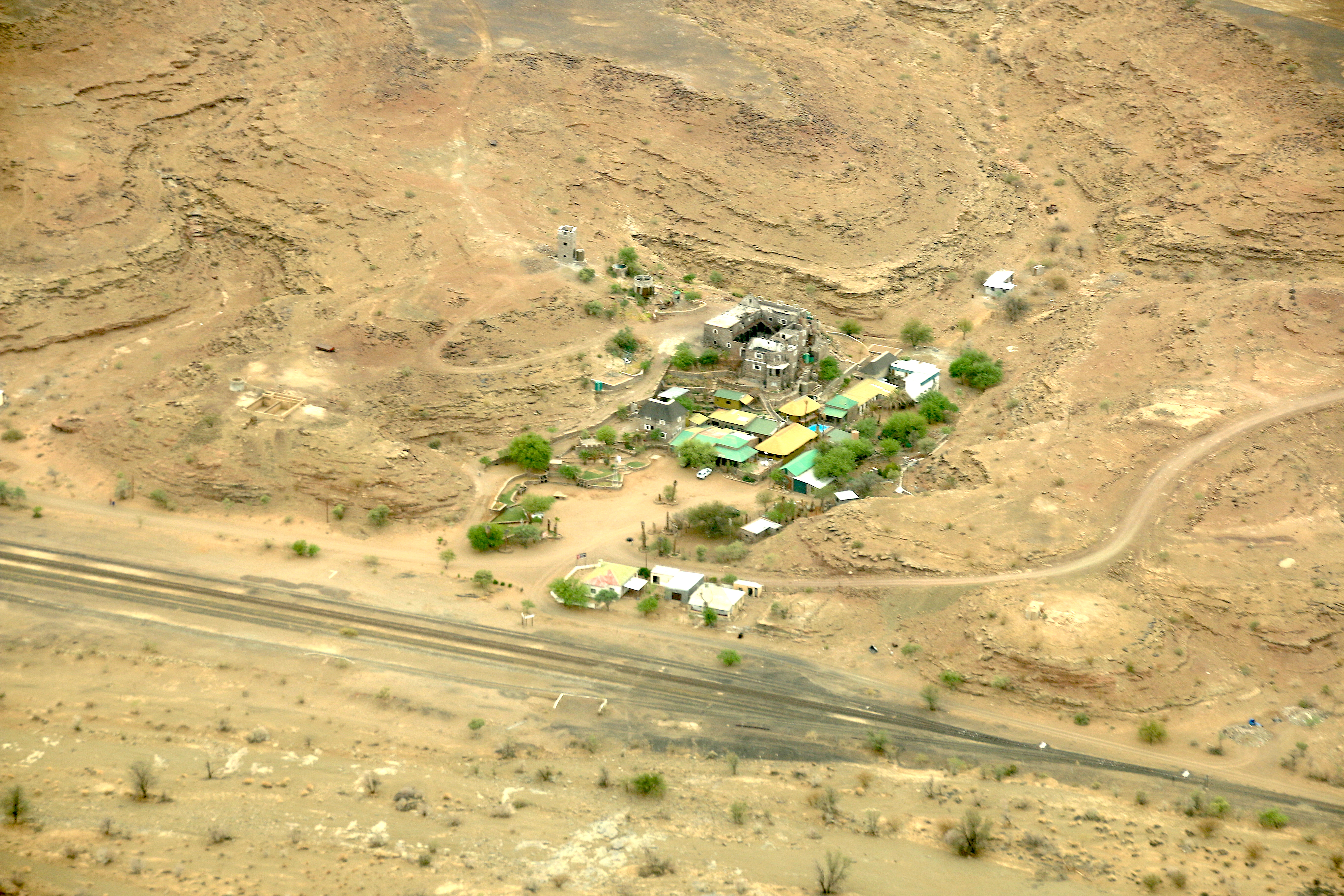
Seeheim Namibia (Oktober 2018)
(Brandschaden am Hotel gut sichtbar)

Das Seeheim Hotel wurde 2004 wiedereröffnet, die Hoteliers betreiben außerdem eine kleine Möbeltischlerei. Am 10. Juni 2018 wurde das Hotel durch Brandstiftung schwer beschädigt und in den Folgejahren wieder aufgebaut.
Auf der Eisenbahnstrecke nach Lüderitz gibt es keinen Personenverkehr. Die Strecke zwischen Aus und Lüderitz wurde zwischen 2001 und 2014 neu gebaut. Der Shongololo-Express passiert Seeheim sporadisch.

## Galerie

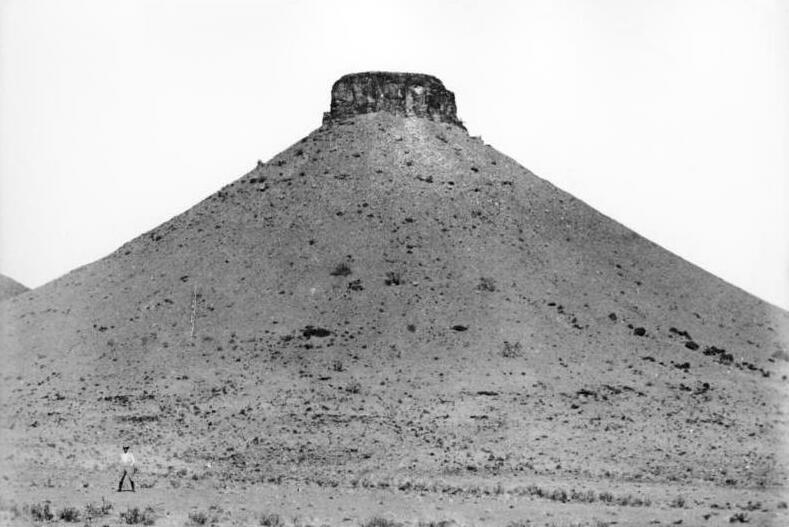
Der Schlangkopf bei Seeheim (zwischen 1906 und 1918)
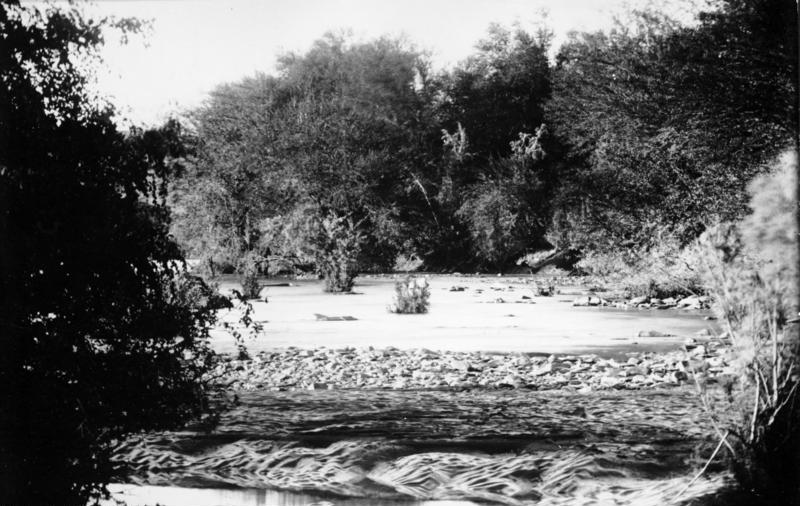
Fischfluss bei Seeheim (zwischen 1906 und 1918)
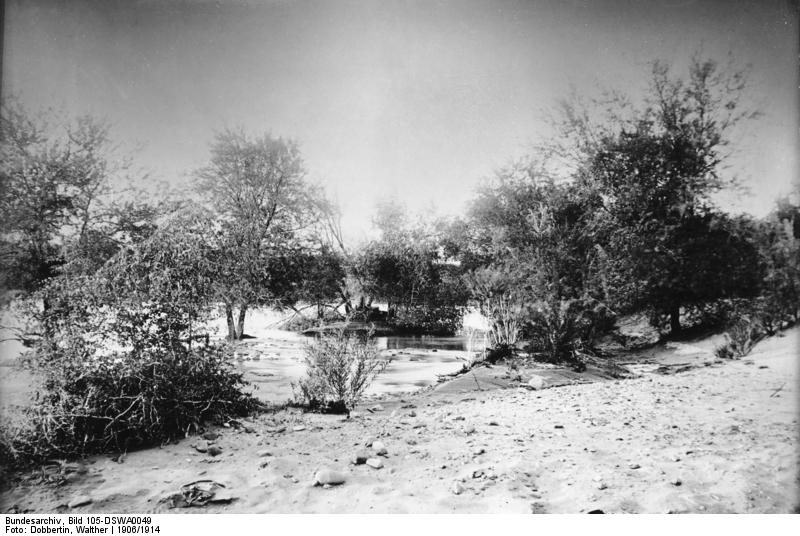
Fischfluss bei Seeheim (zwischen 1906 und 1918)
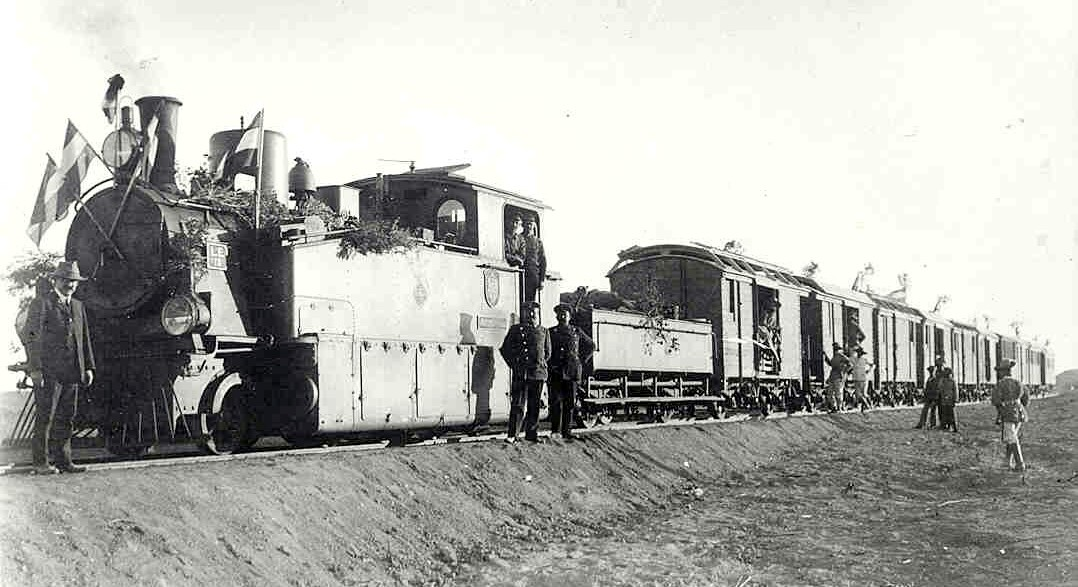
Dampflokomotive DSWA 2-8-0T Nr. 11 bei der Eröffnung der Lüderitzbahn in Seeheim (um 1908)
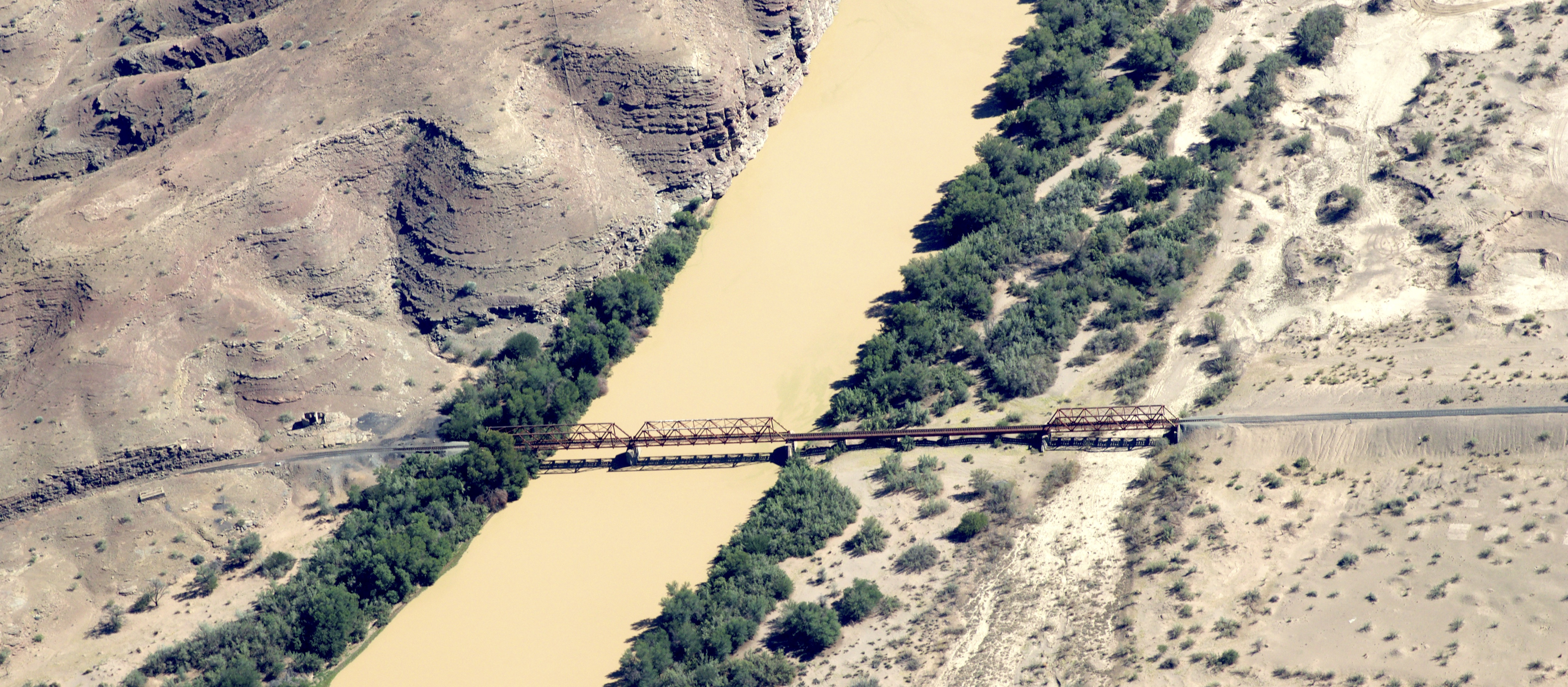
Eisenbahnbrücke über den Fischfluss bei Seeheim (2018)